# Operación Triunfo
 (mai 2020).
Le contenu est difficilement compréhensible vu les erreurs de traduction, qui sont peut-être dues à l'utilisation d'un logiciel de traduction automatique.
Operación Triunfo (plus communément connue sous le nom de OT) est une émission de télévision espagnole de télé-crochet créée en 2001. Elle a inspiré la Star Academy en France. Le programme suit 16 jeunes se former afin de réussir dans l'industrie musicale. Chaque semaine, lors d'un prime time en direct, les participants doivent démontrer leurs compétences sur le plateau et font face à des nominations pouvant conduire à une élimination. Le concours, diffusé de 2001 jusqu'à 2024, est actuellement à sa douzième saison. Enfin, le programme a également servi de plate-forme pour sélectionner le représentant de l'Espagne au concours Eurovision de la chanson lors de certaines éditions.
De 2001 à 2004, La 1 de TVE a diffusé les trois premières éditions. Telecinco est le diffuseur de la quatrième à la huitième saison du programme, de 2005 à 2011. Après des années de pause, en 2017 le format revient sur La 1 de TVE. Le programme est aussi renouvelé en 2018 et 2020. En 2023, le programme continue à nouveau sur la plateforme Prime Video.
Le programme a servi comme plate-forme directe pour sélectionner, lors de cinq occasions, le représentant espagnol au concours Eurovision de la chanson : Rosa López (2002), Beth (2003), Ramón del Castillo (2004), Amaia Romero et Alfred García (2018), et Miki Núñez (2019). De plus, d'autres participants du programme ont aussi pu représenter l'Espagne au concours des années suivantes après être passés par le programme. C'est le cas de Soraya Arnelas (2009), d'Edurne (2015), ou encore de Gisela (2008). Cependant, cette dernière a représenté Andorre.
Le concours a fait connaître de nombreux artistes du panorama musical espagnol. De plus, ses éditions de 2001 et 2017 se sont converties en véritables phénomènes sociaux en Espagne : en 2001, David Bisbal, David Bustamante, Chenoa et Rosa López se font largement remarquer ; en 2017, Aitana, Ana Guerra, Lola Índigo, Alfred García, Cepeda, Agoney, Miriam Rodríguez ou Amaia Romero deviennent des personnalités de renom. Ces deux éditions d'Operación Triunfo ont été les plus réussies en matière d'audience et d'impact social,,. D'autres artistes ont marqué le concours en tant que participant, c'est le cas de Pablo López, Manuel Carrasco, Soraya Arnelas ou Edurne.

## Procédure de sélection
Au long des saisons, la façon de sélectionner les gagnants a été modifiée. Lors des premières éditions, chaque semaine, quatre participants étaient proposés par le jury pour abandonner. Les professeurs et les autres participants sauvaient deux des sélectionnés. Ces deux restaient donc dans le concours. Les deux autres participants étaient soumis au choix des téléspectateurs. Le public sauvait un participant, l'autre était expulsé. Ainsi, six participants arrivaient à la finale de cette façon. Trois de ces six participants obtenaient un contrat avec une maison de disque. Dans les trois premières saisons, ainsi que la neuvième et dixième saison, des participants étaient choisis pour représenter l'Espagne au Festival de l'Eurovision.
Lors de la troisième saison, les éliminés étaient proposés par le public. Selon des votes, les cinq participants qui obtenaient le moins de votes du public étaient éliminés. Le membre du jury, les professeurs et les autres participants sauvaient respectivement un participant, jusqu'à ce qu'il n'en reste que deux qui étaient enfin les éliminés. Dans la phase finale, outre les trois finalistes, un quatrième finaliste était choisi dans un prime time avec les derniers expulsés. Ce quatrième finaliste avait les mêmes droits que les trois finalistes principaux.
Lors de la quatrième, cinquième et sixième édition, le membre du jury a eu à nouveau la décision de choisir les éliminés, jusqu'au douzième prime time. À partir de là, chaque semaine, le public votait, et les deux moins votés étaient éliminés. Ces derniers rechantaient leur chanson, et à la fin du prime time le public choisissait celui qui continuait. La mécanique s'arrêtait quand il ne restait que trois finalistes, dont le gagnant obtenait un contrat en maison de disque.
Lors d'OT 2017 et OT 2018, les spectateurs pouvaient sauver un candidat de l'élimination en votant chaque jour sur l'application mobile du programme. Le membre du jury, quant à lui, choisissait 4 participants éliminables après leurs performances sur le prime time. Le corps professoral sauvait un participant de l'élimination. Les autres participants sauvaient une deuxième personne. Les deux personnes restantes étaient donc éliminées. Elles choisissaient la chanson qu'elles souhaitaient interpréter seule au prochain prime time. Le public votait tout au long de la semaine de manière gratuite grâce à l'application du programme ou par appel téléphonique. Lors de la 11ème saison, les membres du jury pouvaient éliminer plus de 4 personnes et le corps professoral pouvait ne sauver personne s'il le souhaitait. Les spectateurs, grâce à l'application mobile, pouvaient choisir un participant qui aurait un privilège la semaine suivante.

## Historique du programme
L'organisme public RTVE a convenu avec Gestmusic la création d'un programme musical en 2001. L'objectif était de promouvoir trois carrières musicales et de trouver le nouveau représentant de l'Espagne au Festival de l'Eurovision,. Après avoir réalisé une série de castings à des milliers de personnes à travers toute l'Espagne, le 22 octobre 2001 a commencé l'émission du premier prime time d'Oparación Triunfo sur la télévision publique espagnole (La 1). Un total de 16 participants étaient des aspirants au prix. Les primes times hebdomadaires en direct se sont convertis en peu de temps en un succès d'audience atteignant des records. La première saison du concours a terminé le 12 février 2002, avec la victoire de Rosa López (26,6 % des votes), David Bisbal (20,9 % des votes) et David Bustamante (18,8 % des votes) en tant que finalistes, devant 13 millions de téléspectateurs,. La chanteuse Rosa López a été choisie pour représenter l'Espagne au Festival de l'Eurovision de 2002 à Tallinn, en Estonie le 25 mai 2002 avec la chanson Europe's living a celebration, après avoir gagné avec 49,9 % des votes face aux deux autres finalistes dans un prime time spécial célébré peu de semaines après la fin du concours. Sur la scène du festival, Rosa López a été accompagnée par ses anciens collègues du concours : David Bisbal, David Bustamante, Chenoa, Gisela et Geno.
Les jeunes de la première édition d'Operación Triunfo ont réalisé une gigantesque tournée qui a été vu par plus d'un demi-million de spectateurs et qui a permis aux anciens participants de chanter dans des lieux emblématiques tels que le stade Santiago-Bernabéu de Madrid et le Palau Sant Jordi de Barcelone,,. Deux de ses concerts ont été diffusés sur TVE et Digital Plus (ex Canal+).
Sur le petit écran, Operación Triunfo continue au-delà du concours télévisé. En effet, des primes times spéciaux sur les finalistes, des primes times spéciaux Eurovision ou encore des programmes monographiques ont été diffusés sur La 1. Triunfomanía, Génération OT, Operación Eurovisión ou Padrinos para el triunfo sont quelques-unes de ces émissions spéciales qui ont été produites par Gestmusic.
La première édition s'est convertie en un phénomène qui a fait vendre des millions d'albums aux participants pendant la diffusion du programme et même une fois le concours terminé. Cela a stimulé fortement l'industrie musicale espagnole,.
Selon Promusicae, la première édition a vendu quarante-trois disques de platine et quarante-cinq d'or, avec 4 390 000 albums vendus certifiés en seulement un an en Espagne. Les participants ont participé à diverses campagnes publicitaires et ont vendu 300 000 exemplaires de livres du programme. Grâce au concours, RTVE a encaissé plus de 24 millions d'euros.
La dernière semaine de juin 2016, TVE a annoncé l'émission d'un concert de retrouvaille et trois documentaires pour célébrer le 15ème anniversaire de la mythique première saison sous le nom d'OT: El Reencuentro et avec la participation des 16 participants. Les documentaires sont réalisés pendant l'été 2016 et ils mettent en avant la trajectoire de chacun des participants de OT1 : comment ont-ils vécu cette expérience et le changement de vie après le succès du programme.
Le dimanche 16 octobre 2016 a diffusé sur La 1 le premier documentaire en prime time. Les dimanches suivants d'octobre ont été diffusés le second et troisième documentaire. Avec une grande attente, OT: El Reencuentro a connu un réel succès d'audience en étant le leader de la soirée et de la journée. Les participants de la première édition sont alors au cœur de l'actualité. Le concert de retrouvaille a eu lieu au Palau Sant Jordi de Barcelone le lundi 31 octobre 2016. Le concert a pu être compté avec la performance des 16 participants. La 1 de TVE a diffusé le concert qui a fait 4 millions d'audience, élevant ainsi la moyenne d'audience de la chaîne.
La première saison du concours et Operación Triunfo 2017 ont été les éditions les plus populaires. Elles ont fait connaître des participants qui ont obtenu une popularité majeure après leur passage sur le programme. Operación Triunfo 2018 a débuté le 19 septembre 2018, en étant leader avec 20,5 % en prime time sur La 1. En janvier 2020, a commencé Operación Triunfo 2020, une saison qui s'est interrompue à cause de la crise sanitaire mondiale de la Covid-19. Cette édition a repris en mai 2020 pour quatre dernières semaines de concours.
En matière de trajectoires discographique et musicale ainsi que des tournées, présence en télévision nationale et/ou musicales ainsi que la connaissance globale du public, certains participants ont connu un succès grâce au programme comme David Bisbal, David Bustamante, Rosa López, Chenoa, Gisela, Natalia, Vega, Manuel Carrasco, Hugo Salazar, Mai Meneses, Edurne, Soraya Arnelas, Virginia Maestro, Pablo López, Amaia Romero, Aitana, Ana Guerra et Lola Indigo. Ces chanteurs appartiennent ou ont appartenu pendant une période conséquente à des entreprises discographiques multinationales telles qu'Universal, Sony, Warner ou EMI.

## Équipe
- Producteur :
  - Tinet Rubira.
  - Josep Maria Mainat.
  - Joan Ramon Mainat.

- Sous-directrice :
  - Olivia Velasco.

- Producteurs :
  - Toni Cruz.
  - Josep Maria Mainat.

- Directrice de casting :
  - Noemí Galera.

## Professeurs
- Professeurs :
  - Noemí Galera, directrice (OT 9 - présent)
  - Manu Guix, professeur de chant (OT 1 - présent) ; directeur vocal (OT 6 - OT 8), directeur musical (OT 9 - présent), sous-directeur (OT 9 - présent)
  - Joan Carles Capdevila, entraîneur vocal (OT 3 - présent)
  - Mamen Márquez, directrice vocale et professeure de technique vocale (OT 9 - présent)
  - Laura Andrés, entraîneuse vocale (OT 9 - présent)
  - Gerard Ibáñez, professeur de chant (OT 12 - présent)
  - Pablo Lluch, préparateur vocal (OT 12 - présent)
  - Vic Mirallas, préparateur vocal (OT 12 - présent)
  - Vicky Gómez, chorégraphe (OT 9 - présent)
  - Abril Zamora, professeure d'interprétation (OT 12 - présent)
  - Toni Hinojosa, professeur de fitness (OT 12 - présent)
  - Judith Endje, professeure de danse urbaine (OT 12 - présent)
  - Jill Earnshaw, professeure d'anglais (OT 12 - présent)
  - Verónica Blume, professeure de yoga (OT 12 - présent)
  - Bruno Berthuit (King Bru), professeur de français (gala 6) (OT 12 - présent)

- Anciens directeurs :
  - Nina Agustí (OT 1 - OT 3, Et OT 8)
  - Mikel Herzog (OT 2). Directeur de la « post académie »
  - Kike Santander (OT 4, OT 5)
  - Edith Salazar (OT 4, OT 5). Directrice adjointe
  - Àngel Llàcer (OT 6, OT 7)
  - Daniel Anglès (OT 8). Sous-directeur

- Anciens professeurs :
  - Nina Agustí, professeure de technique vocale (OT 1 - OT 3, et OT 8)
  - Àngel Llàcer, professeur d'interprétation (OT 1, OT 4, OT 6, OT 7)
  - Helen Rowson, professeur de technique vocale et d'anglais (OT 1 - OT 3)
  - Javier Château « Poty », chorégraphe (OT 1), professeur de chorégraphie (OT 2 - OT 3)
  - Lawrence De Maeyer, professeur de technique corporelle (OT 1)
  - Viv Manning, professeure de technique vocale (OT 1)
  - Mayte Cadres, professeure de danse (OT1 - OT3)
  - Néstor Serra, coach physique et professeur de fitness (OT1 - OT7)
  - Marietta Calderón, chorégraphe (OT2 - OT3)
  - Marta Fiol, professeure de langue et de culture musicale (OT2 - OT3)
  - Gustavo Llull, professeur de piano et de répertoire (OT2 - OT3)
  - Sonia Rodríguez, professeure d'analyse et d'étude du répertoire hebdomadaire (OT2 - OT3)
  - Keith Morino, professeur d'initiation au mouvement (OT 2)
  - María Gómez, professeure de danse moderne (OT 2)
  - Marietta Palacín, psychologue (OT 3)
  - Bruno Oro Pichot, Greta et Isabel Soriano; professeurs d'interprétation et de préparation des chansons (OT 3)
  - Antonio Canales, professeur de caractère (OT 3)
  - Anna Valldeneu, professeure de technique vocale (OT 3)
  - Esteve Ferrer, professeur de théâtre musical (OT 3)
  - Irene Pallarès, professeur de hip-hop (OT 3)
  - Edith Salazar, professeure de technique vocale et de chant (OT 4, OT 5)
  - Miryam Benedited, chorégraphe (OT 4 - OT 7)
  - Jessica et José Expósito, professeurs de Batuka (OT 4 - OT 7)
  - Laura Jordan, professeure de voix (OT 4)
  - Rafael Amargo, professeur d'expression corporelle (OT 4)
  - Rubén Olmo et Saúl Garrido, professeurs-assistants d'expression corporelle (OT 4)
  - Muntsa Rius; professeure de préparation des chansons (OT 5)
  - Patricia Kraus, professeure de musique des années 60 et 70 (OT 5)
  - Barbara de Senillosa, professeure de protocole (OT 5 - OT 8)
  - Nikoleta Sekulovic, professeur d'interprétation (OT 5)
  - Bea Simó, professeur de hip-hop (OT 5)
  - María Palacín, psychologue (OT 5 - OT 7)
  - Morgan Malboso, professeure d'anglais (OT 5 - OT 7)
  - Amelia Bernet, entraîneuse vocal (OT 6 - OT 7)
  - Miguel Manzo, professeur de technique vocale (OT 6 - OT 7)
  - Leslie Feliciano, professeure de présence scénique (OT 6 - OT 7)
  - Joan Ortínez, professeur de culture musicale (OT 7)
  - Nuria Legarda, professeure de techniques de connaissance corporelle (OT 7)
  - Daniel Anglès, entraîneur vocal (OT 8)
  - Colère Prat, entraîneur vocal (OT 8)
  - Marc Villavela, entraîneur vocal et scénique (OT 8)
  - Miquel Barcelone, entraîneur corporel (OT 8)
  - Marco donne Silva, chorégraphe (OT 8)
  - Maialen Araolaza, physiothérapeute et professeure de pilates (OT 8)
  - Alfonso Villalonga, professeur de culture musicale (OT 8)
  - Juanjo Amorín, professeur de marketing personnel en ligne (OT 8)
  - Arantxa Coca, professeur de développement émotionnel sur scène (OT 8)
  - Xavier Mestres, professeur d'ensemble vocal (OT 8)
  - Joan Vázquez, professeur d'éducation auditive (OT 8)
  - Pol Chamorro, professeur de danses de salon (OT 9)
  - Guille Milkyway, professeur de culture musicale (OT 9)
  - Mónica Touron, professeure de médias (OT 9)
  - Itziar Castro, professeure d'interprétation (OT 10, jusqu'au prime time 6)
  - Magali Dalix, professeur de fitness (OT 9 - OT 10)
  - Xuan Lan, professeur de yoga (OT 9 - OT 10).
  - Chris Nash, professeur d'anglais (OT 9 - OT 10)
  - Cristina Burgos, professeur de hip-hop (OT 9 - OT 10)
  - Sheila Ortega, professeure de danses urbaines (OT 9 - OT 10)
  - Ana Amengual, professeure de diététique (OT 9 - OT 10)
  - Javier Calvo et Javier Ambrossi, professeurs d'interprétation (OT 9 - OT 10)
  - Gotzon Mantuliz, professeur de forme physique et de vie saine (OT 10)
  - Rubén Salvador, professeur de danses de salon (OT 10)
  - Miqui Puig, professeur de culture musicale (OT 10)
  - Andrea Villalonga, professeure d'image et de protocole (OT 9 - OT 11)
  - Iván Labanda, professeur d'interprétation (OT 11)
  - Zahara, professeure de Culture musicale (OT 11)
  - Natalia Calderón, professeure de voix et de mouvement (OT 11
  - Cesc Escolà, professeur de fitness (OT 11)
  - Cristian Jiménez et Mario Jiménez, professeurs de danse urbaine (OT 11)
  - Eirian James, professeur d'anglais (OT 11)
  - Brian Sellei, manager et conseiller (OT 11)

## Saisons

### OT 1: 2001 - 2002
| no | Participant       | Âge | Lieu de résidence            | Information     |
| -- | ----------------- | --- | ---------------------------- | --------------- |
| 1  | Rosa López        | 20  | Armilla                      | Gagnante        |
| 2  | David Bisbal      | 22  | Almería                      | Seconde         |
| 3  | David Bustamante  | 19  | San Vicente de la Barquera   | Troisième       |
| 4  | Chenoa            | 26  | Palma                        | Quatrième       |
| 5  | Manu Tenorio      | 26  | Séville                      | Cinquième       |
| 6  | Verónica Romero   | 23  | Elche                        | Sixième         |
| 7  | Nuria Fergó       | 22  | Nerja                        | 11e expulsée    |
| 8  | Gisela            | 22  | El Bruc                      | 10e expulsée    |
| 9  | Naím Thomas       | 21  | Premià de Mar                | 9e expulsé      |
| 10 | Àlex Casademunt   | 20  | Vilassar de Mar              | 4e / 8e expulsé |
| 11 | Alejandro Parreño | 23  | Valence                      | 7e expulsé      |
| 12 | Juan Camus        | 28  | Santander                    | 6e expulsé      |
| 13 | Natalia           | 18  | Sanlúcar de Barrameda        | 5e expulsée     |
| 14 | Javián            | 27  | Dos Hermanas                 | 3e expulsé      |
| 15 | Mireia Montávez   | 19  | Vila-seca                    | 2e expulsée     |
| 16 | Geno Machado      | 19  | Las Palmas de Grande Canarie | 1re expulsée    |

### OT 2: 2002 - 2003
| no | Participant          | Âge | Lieu de résidence      | Information  |
| -- | -------------------- | --- | ---------------------- | ------------ |
| 1  | Ainhoa Cantalapiedra | 22  | Galdakao               | Gagnante     |
| 2  | Manuel Carrasco      | 21  | Isla Cristina          | Seconde      |
| 3  | Beth                 | 20  | Súria                  | Troisième    |
| 4  | Miguel Nández        | 24  | Cadix                  | Chambre      |
| 5  | Hugo Salazar         | 24  | Séville                | Cinquième    |
| 6  | Joan Tena            | 25  | Barcelone              | Sixième      |
| 7  | Tony Santos          | 21  | Santa Cruz de Tenerife | 11e expulsé  |
| 8  | Nika                 | 22  | Torrejón de Ardoz      | 10e expulsée |
| 9  | Vega                 | 23  | Cordoue                | 9e expulsée  |
| 10 | Danni Úbeda          | 20  | Úbeda                  | 8e expulsé   |
| 11 | Elena Gadel          | 19  | Barcelone              | 7e expulsée  |
| 12 | Tessa Bodí           | 20  | Valence                | 6e expulsée  |
| 13 | Marey (Inma Marente) | 18  | Cadix                  | 5e expulsée  |
| 14 | Cristie Sánchez      | 24  | Fuengirola             | 4e expulsée  |
| 15 | Enrique Anaut        | 27  | Pampelune              | 3e expulsé   |
| 16 | Miguel Ángel Silva   | 25  | Ibiza                  | 2e expulsé   |
| 17 | Mai Meneses          | 24  | Madrid                 | 1re expulsée |

### OT 3: 2003 - 2004
| no | Participant            | Âge | Lieu de résidence            | Information  |
| -- | ---------------------- | --- | ---------------------------- | ------------ |
| 1  | Vicente Seguí          | 24  | Vilamarxant                  | Gagnant      |
| 2  | Ramón del Castillo     | 19  | Las Palmas de Grande Canarie | Seconde      |
| 3  | Miguel Cadenas         | 22  | Huelva                       | Troisième    |
| 4  | Davinia Cuevas         | 18  | La Línea de la Concepción    | Quatrième    |
| 5  | Marío Martínez         | 19  | Tarazona                     | Cinquième    |
| 6  | Leticia Pérez († 2012) | 26  | Carmona                      | Sixième      |
| 7  | Noelia Fonte           | 18  | Guitiriz                     | 10e expulsée |
| 8  | Beatriz Porrúa         | 18  | Pontecesures                 | Abandon      |
| 9  | Nur (Nuria Elosegui)   | 20  | Barcelone                    | 9e expulsée  |
| 10 | Borja Voces            | 19  | Madrid                       | 8e expulsé   |
| 11 | Israel González        | 23  | Murcie                       | 7e expulsé   |
| 12 | Jorge Asín             | 25  | Saragosse                    | 6e expulsé   |
| 13 | Sonia Poblet           | 29  | Sabadell                     | 5e expulsée  |
| 14 | Miriam Villar          | 22  | Vigo                         | 4e expulsée  |
| 15 | José Giménez           | 25  | Castelló de la Plana         | 3e expulsé   |
| 16 | Fede Monreal           | 23  | L'Escurial                   | 2e expulsé   |
| 17 | Isabel Fernández       | 20  | El Puerto de Santa María     | 1re expulsée |

### OT 4: 2005
| no | Participant      | Âge | Lieu de résidence            | Information  |
| -- | ---------------- | --- | ---------------------------- | ------------ |
| 1  | Sergio Rivero    | 19  | Las Palmas de Grande Canarie | Gagnant      |
| 2  | Soraya Arnelas   | 23  | Valencia de Alcántara        | Deuxième     |
| 3  | Víctor Estévez   | 22  | Barcelone                    | Troisième    |
| 4  | Idaira           | 20  | San Cristóbal de La Laguna   | Quatrième    |
| 5  | Fran Dieli       | 24  | Granada                      | Cinquième    |
| 6  | Edurne           | 20  | Collado Villalba             | Sixième      |
| 7  | Lidia Reyes      | 20  | Cordoue                      | 10e expulsée |
| 8  | Sandra Polop     | 17  | Valence                      | 9e expulsée  |
| 9  | Guille Barea     | 26  | Cadix                        | 8e expulsé   |
| 10 | Guillermo Martín | 24  | Valence                      | 7e expulsé   |
| 11 | Mónica Gallardo  | 21  | Gijón                        | 6e expulsée  |
| 12 | Dani Sanz        | 28  | Séville                      | 5e expulsé   |
| 13 | Héctor Rojo      | 29  | Alicante                     | 4e expulsé   |
| 14 | Jesús de Manuel  | 24  | Puertollano                  | 3e expulsé   |
| 15 | Trizia Alonso    | 22  | Séville                      | 2e expulsée  |
| 16 | Janina Foranda   | 20  | Las Palmas de Grande Canarie | 1re expulsée |

### OT 5: 2006 - 2007
| no | Participant          | Âge | Lieu de résidence       | Information  |
| -- | -------------------- | --- | ----------------------- | ------------ |
| 1  | Lorena Gómez         | 20  | Lérida                  | Gagnante     |
| 2  | Daniel Zueras        | 25  | Saragosse               | Seconde      |
| 3  | Leo Segarra          | 25  | Valence                 | Troisième    |
| 4  | Saray Ramírez        | 24  | Tuineje                 | Quatrième    |
| 5  | Moritz Weisskopf     | 28  | Almogía                 | Cinquième    |
| 6  | José Galisteo        | 29  | Viladecans              | Sixième      |
| 7  | Ismael García        | 18  | Mataró                  | 10e expulsé  |
| 8  | Jorge González       | 18  | Villarejo de Salvanés   | 9e expulsé   |
| 9  | Eva Carreras         | 26  | Vigo                    | 8e expulsée  |
| 10 | Vanessa González     | 28  | Bigues i Riells         | 7e expulsée  |
| 11 | Mayte Macanás        | 22  | Murcie                  | 6e expulsée  |
| 12 | Mercedes Durán       | 24  | Chiclana de la Frontera | 5e expulsée  |
| 13 | Cristina Esteban     | 16  | Cuenca                  | 4e expulsée  |
| 14 | José Antonio Vadillo | 22  | Mérida                  | 3e expulsé   |
| 15 | Xavier Dealbert      | 20  | Vinaròs                 | 2e expulsé   |
| 16 | Encarna Navarro      | 22  | Almería                 | 1re expulsée |

### OT 6: 2008
| no | Participant               | Âge | Lieu de résidence        | Information |
| -- | ------------------------- | --- | ------------------------ | ----------- |
| 1  | Virginia Maestro          | 25  | Mairena del Aljarafe     | Gagnante    |
| 2  | Pablo López               | 24  | Fuengirola               | Seconde     |
| 3  | Chipper (Stanley Cooke)   | 34  | Barcelone                | Troisième   |
| 4  | Manu Castellano           | 17  | Villa del Río            | Chambre     |
| 5  | Sandra Criado             | 24  | Cordoue                  | Cinquième   |
| 6  | Mimi Segura               | 26  | Melilla                  | Sixième     |
| 7  | Iván Santos               | 24  | Vilanova i la Geltrú     | 10e expulsé |
| 8  | Noelia Cano               | 23  | Mislata                  | 9e expulsée |
| 9  | Anabel Dueñas             | 22  | Cordoue                  | 8e expulsée |
| 10 | Tania Sánchez             | 18  | Séville                  | 7e expulsée |
| 11 | Reke (José María Requena) | 22  | Carthagène               | 6e expulsé  |
| 12 | Esther Aranda             | 20  | Malaga                   | 5e expulsée |
| 13 | Tania Gómez               | 25  | Santa Coloma de Gramenet | 4e expulsée |
| 14 | Rubén Noel                | 21  | Sant Boi de Llobregat    | 3e expulsé  |
| 15 | Paula Ortiz               | 23  | Séville                  | 2e expulsée |
| 16 | David Ros                 | 16  | Badalone                 | 1re expulsé |
| 17 | Patty García              | 24  | Santander                | Abandon     |

### OT 7: 2009
| no | Participant           | Âge | Lieu de résidence      | Information  |
| -- | --------------------- | --- | ---------------------- | ------------ |
| 1  | Mario Álvarez         | 23  | Oviedo                 | Gagnant      |
| 2  | Brenda Mau            | 20  | Barcelone              | Deuxième     |
| 3  | Jon Allende           | 23  | Barakaldo              | Troisième    |
| 4  | Ángel Capel           | 22  | Albox                  | Chambre      |
| 5  | Patrizia Navarro      | 21  | Leganés                | Cinquième    |
| 6  | Sylvia Parejo         | 16  | Barcelone              | Sixième      |
| 7  | Cristina Rueda        | 16  | Marbella               | Septième     |
| 8  | Samuel Cuenda         | 19  | Cañada                 | Huitième     |
| 9  | Rafa Bueso            | 21  | La Vall d'Uixó         | 10e expulsé  |
| 10 | Alba Lucía López      | 18  | Murcie                 | 9e expulsée  |
| 11 | Elías Vargas          | 22  | Almendralejo           | 8e expulsé   |
| 12 | Diana Tobar           | 20  | Burgos                 | 7e expulsée  |
| 13 | Maxi (Víctor Giménez) | 25  | Reus                   | 6e expulsé   |
| 14 | Nazaret Tebar         | 19  | Camarma de Esteruelas  | 5e expulsée  |
| 15 | Pedro Moreno          | 20  | Jerez de la Frontera   | 4e expulsé   |
| 16 | Guadiana Almena       | 22  | Badajoz                | 3e expulsée  |
| 17 | Víctor Púa            | 18  | Sant Vicenç dels Horts | 2e expulsé   |
| 18 | Patricia del Olmo     | 26  | Madrid                 | 1re expulsée |

### OT 8: 2011
| no | Participant                   | Âge | Lieu de résidence            | Information  |
| -- | ----------------------------- | --- | ---------------------------- | ------------ |
| 1  | Nahuel Sachak                 | 19  | Alcalà de Xivert             | Gagnant      |
| 2  | Álex Forriols                 | 26  | Valence                      | Seconde      |
| 3  | Marío Jefferson               | 19  | Fuengirola                   | Troisième    |
| 4  | Alexandra Masangkay           | 19  | Barcelone                    | Quatrième    |
| 5  | Niccó (Raquel San Nicolás)    | 21  | Santa Cruz de Tenerife       | Cinquième    |
| 6  | Josh Prada                    | 27  | Melilla                      | Sixième      |
| 7  | Roxio (Rocío Torralba)        | 21  | Galapagar                    | Septième     |
| 8  | Naxxo (Nacho Ibáñez)          | 26  | Barcelone                    | Huitième     |
| 9  | Coraluna (Ana Isabel Mercado) | 21  | Santisteban del Puerto       | Neuvième     |
| 10 | Nirah (Núria Robles)          | 28  | Sant Feliu de Codines        | Dixième      |
| 11 | Juan Delgado                  | 24  | Barcelone                    | Onzième      |
| 12 | Moneiba Hidalgo               | 28  | Santa Brígida                | Douzième     |
| 13 | Geno Machado                  | 28  | Las Palmas de Grande Canarie | 5e expulsée  |
| 14 | Enrique Ramil                 | 28  | Ares                         | 4e expulsé   |
| 15 | Charlie Karlsen               | 17  | Santa Cruz de Tenerife       | 3e expulsé   |
| 16 | Silvia Román                  | 20  | Torredonjimeno               | 2e expulsée  |
| 17 | Sira Mayo (Sara Pérez)        | 19  | Güímar                       | 1re expulsée |

### OT 9: 2017 - 2018
| no | Participant         | Âge | Lieu de résidence            | Information  |
| -- | ------------------- | --- | ---------------------------- | ------------ |
| 1  | Amaia Romero        | 19  | Pampelune                    | Gagnante     |
| 2  | Aitana              | 18  | Sant Climent de Llobregat    | Deuxième     |
| 3  | Miriam Rodríguez    | 21  | Pontedeume                   | Troisième    |
| 4  | Alfred García       | 20  | El Prat de Llobregat         | Quatrième    |
| 5  | Ana Guerra          | 23  | San Cristóbal de La Laguna   | Cinquième    |
| 6  | Agoney              | 22  | Adeje                        | 11e expulsé  |
| 7  | Roi Méndez          | 24  | Saint-Jacques-de-Compostelle | 10e expulsée |
| 8  | Nerea Rodríguez     | 18  | Gavà                         | 9e expulsée  |
| 9  | Luis Cepeda         | 28  | Orense                       | 8e expulsé   |
| 10 | Raoul Vázquez       | 20  | Montgat                      | 7e expulsé   |
| 11 | Mireya Bravo        | 20  | Alhaurín de la Torre         | 6e expulsée  |
| 12 | Ricky Merino        | 31  | Palma                        | 5e expulsé   |
| 13 | Marina Rodríguez    | 19  | Montequinto (es)             | 4e expulsée  |
| 14 | Thalía Garrido      | 18  | Malpartida de Plasencia      | 3e expulsée  |
| 15 | Juan Antonio Cortés | 23  | Bilbao                       | 2e expulsé   |
| 16 | Mimi Doblas         | 25  | Huétor-Tájar                 | 1re expulsée |

### OT 10: 2018
| no | Participant     | Âge | Lieu de résidence             | Information  |
| -- | --------------- | --- | ----------------------------- | ------------ |
| 1  | Famous Oberogo  | 19  | Bormujos                      | Gagnant      |
| 2  | Alba Reche      | 21  | Elche                         | Deuxième     |
| 3  | Natalia Lacunza | 19  | Pampelune                     | Troisième    |
| 4  | Sabela Ramil    | 25  | As Pontes de García Rodríguez | Quatrième    |
| 5  | Julia Medina    | 24  | San Fernando                  | Cinquième    |
| 6  | Miki Núñez      | 22  | Terrassa                      | 11e expulsé  |
| 7  | Marta Sango     | 18  | Torre del Mar                 | 10e expulsée |
| 8  | María Villar    | 27  | Madrid                        | 9e expulsée  |
| 9  | Marilia Monzón  | 18  | Gáldar                        | 8e expulsée  |
| 10 | Carlos Right    | 25  | Esplugues de Llobregat        | 7e expulsé   |
| 11 | Noelia Franco   | 22  | Malaga                        | 6e expulsée  |
| 12 | Damion Frost    | 21  | Adeje                         | 5e expulsé   |
| 13 | Dave Zulueta    | 20  | Sanlúcar de Barrameda         | 4e expulsé   |
| 14 | Joan Garrido    | 23  | Bunyola                       | 3e expulsé   |
| 15 | África Adalia   | 22  | Madrid                        | 2e expulsée  |
| 16 | Alfonso La Cruz | 22  | Madrid                        | 1re expulsé  |

### OT 11: 2020
| no | Participant       | Âge | Lieu de résidence            | Information  |
| -- | ----------------- | --- | ---------------------------- | ------------ |
| 1  | Nía Correia       | 26  | Las Palmas de Grande Canarie | Gagnante     |
| 2  | Flavio Fernández  | 19  | Murcie                       | Deuxième     |
| 3  | Eva Barreiro      | 19  | Sada                         | Troisième    |
| 4  | Anaju Calavia     | 25  | Alcañiz                      | Quatrième    |
| 5  | Hugo Cobo         | 20  | Cordoue                      | Cinquième    |
| 6  | Maialen Gurbindo  | 25  | Pampelune                    | 11e expulsée |
| 7  | Samantha Gilabert | 25  | Beniarrés                    | 10e expulsée |
| 8  | Bruno Carrasco    | 25  | Alcalá de Henares            | 9e expulsé   |
| 9  | Gèrard Rodríguez  | 20  | Ceuta                        | 8e expulsé   |
| 10 | Jesús Rendón      | 24  | Barbate                      | 7e expulsé   |
| 11 | Rafa Romera       | 23  | Adamuz                       | 6e expulsé   |
| 12 | Anne Lukin        | 18  | Pampelune                    | 5e expulsée  |
| 13 | Javy Ramírez      | 21  | Barbate                      | 4e expulsé   |
| 14 | Nick Martínez     | 19  | Sant Cugat del Vallès        | 3e expulsé   |
| 15 | Eli Sánchez       | 19  | Las Palmas de Grande Canarie | 2e expulsée  |
| 16 | Ariadna Tortosa   | 18  | Sant Joan Despí              | 1re expulsée |

### OT 12: 2023 - 2024
| no | Participant         | Âge | Lieu de résidence          | Information  |
| -- | ------------------- | --- | -------------------------- | ------------ |
| 1  | Naiara Moreno       | 26  | Zaragoza                   | Gagnante     |
| 2  | Paul Thin           | 21  | Armilla                    | Deuxième     |
| 3  | Ruslana Panchyshyna | 18  | Madrid                     | Troisième    |
| 4  | Juanjo Bona         | 20  | Magallón                   | Quatrième    |
| 5  | Lucas Curotto       | 23  | Vallirana                  | Cinquième    |
| 6  | Martin Urrutia      | 18  | Bilbao                     | Sizième      |
| 7  | Bea Fernández       | 18  | San Fernando de Henares    | 10e expulsée |
| 8  | Chiara Oliver       | 19  | Ciutadella de Menorca      | 9e expulsée  |
| 9  | Álvaro Mayo         | 21  | Gáldar                     | 8e expulsé   |
| 10 | Cris Bartolomé      | 24  | San Cristóbal de La Laguna | 7e expulsé   |
| 11 | Violeta Hódar       | 22  | Motril                     | 6e expulsée  |
| 12 | Álex Márquez        | 24  | Cordoue                    | 5e expulsé   |
| 13 | Salma Díaz          | 21  | Mijas                      | 4e expulsée  |
| 14 | Denna Ruiz          | 22  | Ogíjares                   | 3e expulsée  |
| 15 | Omar Samba          | 26  | Yunquera de Henares        | 2e expulsé   |
| 16 | Suzete Correia      | 22  | Santa Cruz de Tenerife     | 1re expulsée |

## PalmarèsOperación Triunfo
| Édition                        | Date        | Gagnant              | Deuxième           | Troisième           |
| ------------------------------ | ----------- | -------------------- | ------------------ | ------------------- |
| [ OT 1 ] Operación Triunfo 1   | 2001-2002   | Rosa López           | David Bisbal       | David Bustamante    |
| [ OT 2 ] Operación Triunfo 2   | 2002-2003   | Ainhoa Cantalapiedra | Manuel Carrasco    | Beth                |
| [ OT 3 ] Operación Triunfo 3   | 2003-2004   | Vicente Seguí        | Ramón del Castillo | Miguel Cadenas      |
| [ OT 4 ] Operación Triunfo 4   | 2005        | Sergio Rivero        | Soraya Arnelas     | Víctor Estévez      |
| [ OT 5 ] Operación Triunfo 5   | 2006-2007   | Lorena Gómez         | Daniel Zueras      | Leo Segarra         |
| [ OT 6 ] Operación Triunfo 6   | 2008        | Virginia Maestro     | Pablo López        | Chipper Cooke       |
| [ OT 7 ] Operación Triunfo 7   | 2009        | Mario Álvarez        | Brenda Mau         | Jon Allende         |
| [ OT 8 ] Operación Triunfo 8   | 2011        | Nahuel Sachak        | Álex Forriols      | Mario Jefferson     |
| [ OT 9 ] Operación Triunfo 9   | 2017-2018   | Amaia Romero         | Aitana             | Miriam Rodríguez    |
| [ OT 10 ] Operación Triunfo 10 | 2018        | Famous Oberogo       | Alba Reche         | Natalia Lacunza     |
| [ OT 11 ] Operación Triunfo 11 | 2020        | Nía Correia          | Flavio Fernández   | Eva Barreiro        |
| [ OT 12 ] Operación Triunfo 12 | 2023 - 2024 | Naiara Moreno        | Paul Thin          | Ruslana Panchyshyna |

## Audiences

### Operación Triunfo: Ediciones
| Édition                              | Date        | Chaîne      | Audience   | Part de marché | Finale             |
| ------------------------------------ | ----------- | ----------- | ---------- | -------------- | ------------------ |
| Operación Triunfo: première édition  | 2001-2002   | La 1        | 6 985 000  | 44,2 %         | 12 873 000 (68 %)  |
| Operación Triunfo: deuxième édition  | 2002-2003   | La 1        | 5 599 000  | 36,8 %         | 7 764 000 (49 %)   |
| Operación Triunfo: troisième édition | 2003-2004   | La 1        | 3 415 000  | 25,5 %         | 3 914 000 (28,4 %) |
| Operación Triunfo: quatrième édition | 2005        | Telecinco   | 4 848 000  | 37,7 %         | 6 745 000 (41,6 %) |
| Operación Triunfo: cinquième édition | 2006-2007   | Telecinco   | 4 300 000  | 27 %           | 4 833 000 (28,8 %) |
| Operación Triunfo: sixième édition   | 2008        | Telecinco   | 3 812 000  | 26,4 %         | 4 282 000 (34,4 %) |
| Operación Triunfo: septième édition  | 2009        | Telecinco   | 2 580 000  | 18,7 %         | 2 268 000 (19 %)   |
| Operación Triunfo: huitième édition  | 2011        | Telecinco   | 2 287 000  | 13,9 %         | 2 576 000 (14,7 %) |
| Operación Triunfo: neuvième édition  | 2017-2018   | La 1        | 2 406 000  | 19 %           | 3 925 000 (30,8 %) |
| Operación Triunfo: dixième édition   | 2018        | La 1        | 1 957 000  | 16,4 %         | 2 231 000 (19,4 %) |
| Operación Triunfo: onzième édition   | 2020        | La 1        | 1 637 000* | 11,9 %*        |                    |
| Operación Triunfo: douzième édition  | 2023 - 2024 | Prime Video |            |                |                    |

## Prix

### TP D'Or
| An   | Catégorie                                    | Résultat |
| ---- | -------------------------------------------- | -------- |
| 2001 | Programme de spectacles et de divertissement | Gagnant  |
| 2002 | Programme de spectacles et de divertissement | Gagnant  |
| 2003 | Concours de téléréalité                      | Gagnant  |
| 2005 | Concours de téléréalité                      | Nommé    |
| 2006 | Téléréalité                                  | Gagnant  |
| 2007 | Téléréalité                                  | Nommé    |

### Prix Dial
| An   | Catégorie                    | Résultat |
| ---- | ---------------------------- | -------- |
| 2017 | Phénomène musical de l'année | Gagnant  |

### Prix Ondas[21]
| An   | Catégorie                            | Résultat |
| ---- | ------------------------------------ | -------- |
| 2018 | Meilleur programme de divertissement | Gagnant  |
| 2018 | Phénomène musical de l'année         | Gagnant  |

### Prix Iris
| An   | Catégorie             | Personne     | Résultat |
| ---- | --------------------- | ------------ | -------- |
| 2018 | Meilleur présentateur | Roberto Leal | Gagnant  |
| 2018 | Meilleur programme    |              | Gagnant  |